# Hadziczawa
Hadziczawa (biał. Гадзічава; ros. Гадичево, Gadiczewo) – wieś na Białorusi, w obwodzie homelskim, w rejonie homelskim, w sielsowiecie Markawiczy, nad Bykauką i w pobliżu granicy z Ukrainą.
Znajduje się tu prawosławna cerkiew pw. św. Katarzyny Aleksandryjskiej.